# Satoshi Tajiri
Satoshi Tajiri (田尻 智 Tajiri Satoshi?) (Tokio, 28 de agosto de 1965) es un diseñador de videojuegos japonés, creador de Pocket Monsters (Pokémon).

## Historia

### Primeros años
Satoshi Tajiri nació el 28 de agosto de 1965 en Tokio. Sus padres eran una ama de casa y un vendedor de vehículos de la compañía Nissan. Tajiri creció en Machida, Tokio, lugar que, en aquel entonces, poseía una atmósfera rural. En su infancia, a Tajiri le gustaba coleccionar insectos (tenía interés por la entomología), un pasatiempo que probó ser la inspiración de sus posteriores trabajos. De hecho, los demás niños lo llamaban  "Dr. Insecto" y quiso ser entomólogo. Mientras las áreas urbanas de Japón crecían, muchos de los lugares  para cazar insectos desaparecieron. Tajiri quiso que sus juegos le permitieran a los niños tener la misma sensación de atrapar y coleccionar criaturas que él tuvo en su infancia. Los personajes de Ash Ketchum y Gary Oak (Satoshi y Shigeru en Japón) son versiones de Tajiri y Shigeru Miyamoto cuando eran niños.
Durante su adolescencia, Tajiri se fascinó con los juegos arcade, sin embargo sus padres pensaban mal de él por esa conducta. Particularmente le gustaba jugar Space Invaders de Taito, lo que lo llevó a conocer otros juegos. Tajiri quiso crear sus propios videojuegos. Tomó su consola Famicom y la desarmó para ver cómo funcionaba y terminó ganando un concurso para una idea de videojuego auspiciada por Sega.
Gracias a su fascinación por los videojuegos, Tajiri frecuentemente faltaba a clases. Debido a esto, por poco no llegó a graduarse. Su padre intentó conseguirle un trabajo en la Compañía de Energía Eléctrica de Tokio, pero Tajiri rechazó el trabajo y se las arregló para recuperar sus clases y así obtener el diploma de la secundaria. Tajiri no fue a la universidad, pero hizo una carrera técnica de dos años en La Escuela Tecnológica Nacional de Tokio, donde estudió electrónica.

### Afición a los videojuegos: la revistaGame Freak
Además, Satoshi tenía una gran pasión por los videojuegos, llegando a trabajar como probador de algunos juegos para revistas. Junto a su amigo Ken Sugimori (el diseñador artístico de los primeros 151 Pokémon y actual director artístico de todas las criaturas de la franquicia) creó una revista llamada Game Freak en 1982, del tipo fanzine (de fanes para fanes). Empezó a estudiar electrónica y fue cuando tuvo la idea de crear un videojuego llamado Pokémon. La revista además fue un éxito, lo cual permitió a Satoshi animarse a escribir y publicar dos libros, llamados "CAP Land" y "Catch 'em all CAP land". A mediados de la década de 1980, el equipo de "Game Freak" tuvo la  decisión de desarrollar sus propios videojuegos. Todo el equipo dejó su pequeña oficina y se mudó a uno de los edificios de la empresa Nintendo en Japón, y desarrolló nuevos videojuegos como "Yoshi's Egg".

### Nintendo
Cuando la empresa de videojuegos Nintendo sacó su producto Game Boy, Satoshi les presentó su proyecto. Los dirigentes lo aceptaron pero no demostraron un gran entusiasmo. La idea, basada en los insectos que coleccionaba de niño, era la de atrapar y coleccionar monstruos, lo cual era novedoso en ese tiempo. Mientras que la idea de intercambiarlos vino cuando Tajiri observó a dos niños jugando a Game Boy cerca uno del otro. No fue hasta que apareció Shigeru Miyamoto, el creador de "Super Mario Bros.", que no se imprimió mayor dinamismo al proyecto. Miyamoto se convirtió en una especie de maestro para Tajiri, quien como homenaje llamó Shigeru (Azul) al rival de Satoshi (Rojo), los personajes principales de esta primera versión del juego Pokémon.
Finalmente, después de seis años de trabajo salieron a la luz las dos primeras versiones de Pokémon para Game Boy, para apoyar su lanzamiento sacaron al mercado un juego de cartas y diversos cómics. Pero el éxito no llegó hasta que Nintendo anunció que existía un Pokémon al que se le denominó #151 (Mew) que se añadía a la lista de 150 pokémon ya existentes, y que sólo los mejores entrenadores podrían capturar. Fue entonces cuando se obtuvo la fama que propició su salto a los Estados Unidos y de allí al mundo convirtiéndose en el éxito que es ahora.